# John Emery
John Emery (n. 4 ianuarie 1932, Montréal, provincia Québec, Canada – d. 21 februarie 2022) a fost un bober ce a reprezentat Canada, medaliat olimpic. A participat la o ediție a Jocurilor Olimpice (1964) în care a câștigat o medalie de aur.

## Participări
Lista de mai jos prezintă principalele competiții la care a participat John Emery de-a lungul carierei.
- bobsleigh at the 1964 Winter Olympics – four-man[*]